# دلهانس
قرية دلهانس هي إحدى القرى التابعة لمركز الفشن في محافظة بني سويف في جمهورية مصر العربية. حسب إحصاءات سنة 2006، بلغ إجمالي السكان في دلهانس 9184 نسمة، منهم 4742 رجل و4442 امرأة.